# Audelahis
Audelahis  (auch Audelais, Adelais, Andelais; † nach 733) war von 731/732 bis 733 Herzog von Benevent.

## Leben
Über Audelahis’ Herkunft und Jugend gibt es keine Überlieferungen. Einige Historiker vermuten, dass Audelahis referendarius des dux Romuald II. war. Als Romuald II. 731 oder 732 starb, entbrannte ein Nachfolgestreit, in dem sich der Usurpator Audelahis zunächst gegen Gisulf II., der noch ein kleines Kind war, durchsetzte. Er regierte zwei Jahre, bevor er von Anhängern Gisulfs gestürzt wurde. König Liutprand, der in die Auseinandersetzungen eingegriffen hatte, setzte seinen eigenen Neffen Gregorius als dux ein und nahm Romualds minderjährigen Sohn Gisulf II. nach Pavia, wo er ihn wie einen Sohn aufzog. Audelahis’ weiteres Schicksal ist unbekannt.